# Dujakovci
Dujakovci su naseljeno mjesto u sastavu Grada Banje Luke, Republika Srpska, BiH.

## Stanovništvo
| Dujakovci          |              |
| godina popisa      | 1991.        |
| Hrvati             | 0            |
| Srbi               | 329 (99,69%) |
| Muslimani          | 0            |
| Jugoslaveni        | 0            |
| ostali i nepoznato | 1 (0,30%)    |
| ukupno             | 330          |